# سيسيل مارش
سيسيل مارش (بالإنجليزية: Cecil Marsh)‏ (15 يوليو 1895 في المملكة المتحدة - 1984) هو لاعب كرة قدم بريطاني (وحمل سابقاً جنسية المملكة المتحدة لبريطانيا العظمى وأيرلندا) في مركز مهاجم داخلي. لعب مع شيفيلد يونايتد ونادي بلاكبول ونادي نيلسون.